# ترو پیتکاماکی
ترو پیتکاماکی (انگلیسی: Tero Pitkämäki؛ زادهٔ ۱۹ دسامبر ۱۹۸۲) یک پرتاب‌گر نیزه اهل فنلاند است. از افتخارات وی میتوان وی می‌توان به کسب مدال برنز پرتاب نیزه در بازی‌های المپیک تابستانی ۲۰۰۸ اشاره کرد.